# Ryan Guzman
Ryan Anthony Guzman (Abilene, 21 de setembro de 1987) é um ator e modelo americano, mais conhecido por protagonizar Step Up Revolution e Step Up: All In como Sean Asa, e The Boy Next Door como Noah Sandborn e pelo papel de Edmundo "Eddie" Diaz na série de drama 9-1-1.

## Biografia

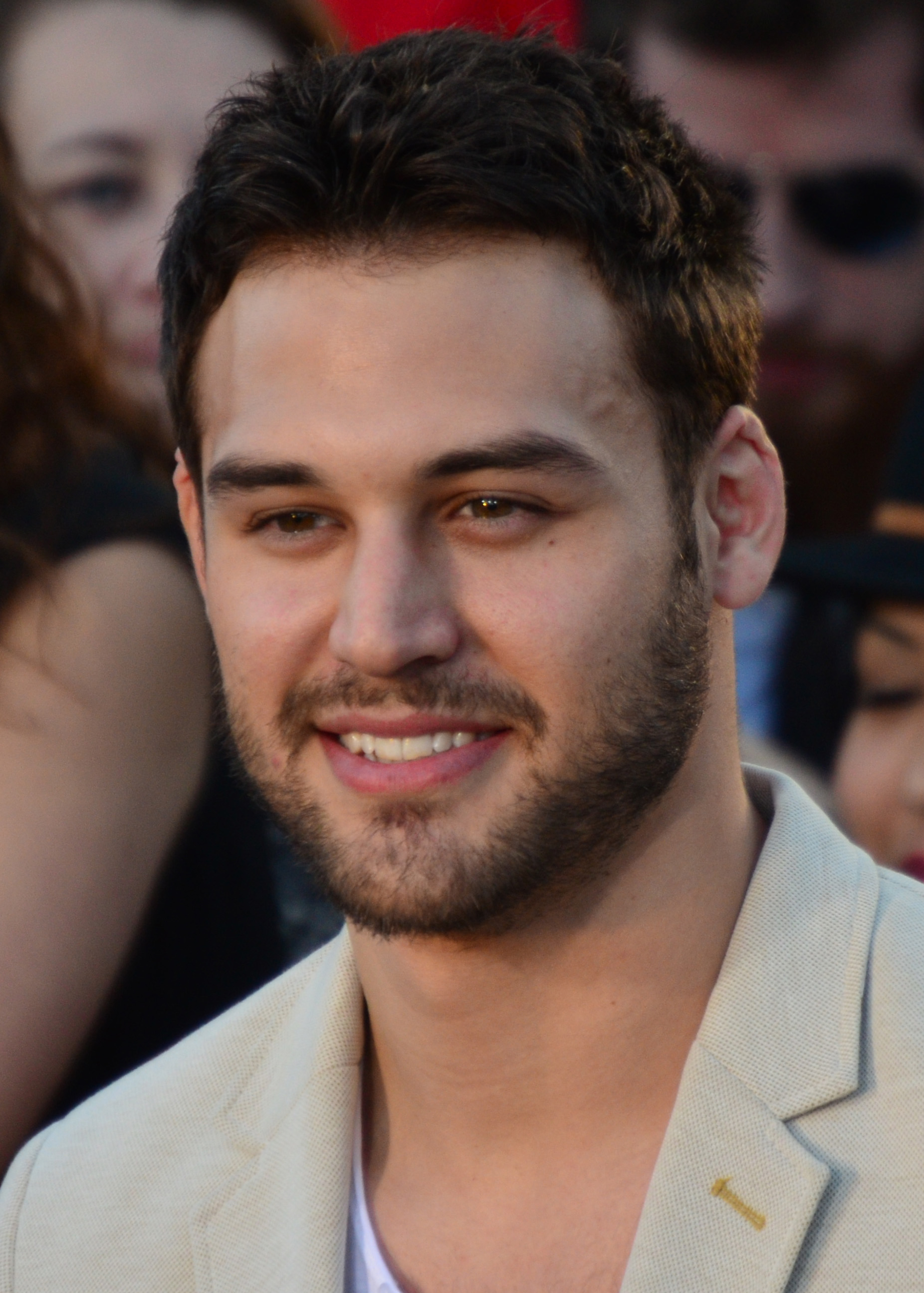
Ryan em 2014

Ryan nasceu em Abilene, Texas, filho de Ramon Guzman Jr. e Lisa Anne Hudson. Em uma idade jovem, mudou-se para Sacramento, Califórnia, onde ele cresceu. Tem um irmão mais novo chamado Steve Guzman. Seu pai nasceu no México mas foi para o Estados Unidos em uma idade jovem, tornando-se mais tarde um cidadão legalizado. Em 2006, Ryan foi arremessador canhoto para sua equipe de beisebol em Sierra College, trabalhando simultaneamente como modelo em San Francisco (fez campanhas para Abercrombie & Fitch e Reebok). Também treinava artes marciais misturadas (MMA). Com o fim de sua carreira de beisebol em 2009 após uma lesão no braço e cirurgia, teve tempo suficiente para dedicar-se ao seu amor pelas artes marciais. Logo começou a lutar no octógono como um peso-meio-médio (170 lbs). Em setembro de 2010, ele decidiu se mudar para Los Angeles e continuou a modelar para "Wilhelmina" e "LA Models". Iniciou também em comerciais, reservou 6 em um período de 6 meses. Através do trabalho comercial, um interesse pela atuação começou a surgir, então Ryan fez aulas de interpretação e assinou com a "Luber Roklin Management", conseguindo dois meses depois sua grande chance em Step Up Revolution. Como não era dançarino, ele teve três semanas para aprender todas as combinações e os números para o filme. Treinava cerca de nove horas todos os dias, e mais algumas horas quando voltava para casa.

## Filmografia
| Ano           | Titulo                    | Papel         | Nota                                                        |
| ------------- | ------------------------- | ------------- | ----------------------------------------------------------- |
| 2021          | 9-1-1: Lone Star          | Eddie Diaz    | Episódio: "Hold The Line"                                   |
| 2019          | Windows on the World      | Fernando      |                                                             |
| 2019          | Armed                     | Jonesie       |                                                             |
| 2018-presente | 9-1-1                     | Eddie Diaz    | Elenco Principal                                            |
| 2016          | Notorious                 | Ryan Mills    | Elenco Principal                                            |
| 2016          | Everybody Wants Some      | Roper         |                                                             |
| 2015          | Jem and the Holograms     | Rio Pacheco   | Coadjuvante                                                 |
| 2015          | Heroes Reborn             | Carlos        | Elenco principal, 13 episódios                              |
| 2015          | The Boy Next Door         | Noah Sandborn | Protagonista                                                |
| 2015          | Beyond Paradise           | Sebastian     | Protagonista                                                |
| 2014          | Step Up: All In           | Sean Asa      | Protagonista                                                |
| 2014          | April Rain                | Alex Stone    | Protagonista                                                |
| 2014          | There's Always Woodstock  | Dylan         | Coadjuvante                                                 |
| 2013-2014     | Pretty Little Liars       | Jake          | Temporada 4, Episódios 2, 3, 4, 5, 8, 9, 10, 11, 12,16 e 17 |
| 2013          | Ladies' Man: A Made Movie | Brett         |                                                             |
| 2012          | Cameras                   | Ryan          | Temporada 1, Episódio 6                                     |
| 2012          | Step Up Revolution        | Sean Asa      | Protagonista                                                |